# Erythrus coccineus
Erythrus coccineus là một loài bọ cánh cứng trong họ Cerambycidae.